# الهلال (نشریه)
نشریه الهلال مصر، ماه‌نامه‌ای ادبی فرهنگی است که از سال ۱۸۹۲ در مصر منتشر می‌شده است. این نشریه قدیمی‌ترین نشریه ادبی فرهنگی جهان عرب می‌باشد. این ماه‌نامه توسط جرجی زیدان، روزنامه‌نگار لبنانی که در مصر اقامت داشت تأسیس شد. پس از مرگ زیدان، چاپ و ویرایش این ماه‌نامه توسط پسرانش انجام می‌شد.
این ماه‌نامه به زبان عربی منتشر می‌شود و توسط خانه نشر دارالهلال چاپ می‌شود.
شماره‌های پیشین این ماه‌نامه توسط کتابخانه اسکندریه برای نگهداری به نسخه دیجیتالی تبدیل شده است.